# Joel Schwärzler
Joel Josef Schwärzler (* 27. Jänner 2006 in Johannesburg, Südafrika) ist ein österreichischer Tennisspieler.

## Karriere
Schwärzler ist bis 2024 auf der ITF Junior Tour spielberechtigt. In der Jugend-Rangliste erreichte er mit Rang 1 im Jänner 2024 seine höchste Platzierung. 2023 nahm er an den Juniorenbewerben bei allen vier Grand-Slam-Turnieren teil. Sein bestes Resultat im Einzel erzielte er bei den French Open, wo er das Viertelfinale erreichte. Im Doppel der US Open zog er mit Federico Bondioli ins Endspiel ein, wo sie Max Dahlin und Oliver Ojakäär in der Verlängerung des dritten Satzes unterlagen. Mit dem Osaka Mayor’s Cup gewann Schwärzler im Oktober 2023 einen Titel der zweithöchsten Kategorie im Einzel. Das Saisonabschlussturnier, die ITF Junior Masters gewann der Österreicher im Finale in zwei Sätzen gegen Rodrigo Pacheco Méndez.
Bei den Profis spielte Schwärzler ab 2023 regelmäßiger Turniere. Auf der drittklassigen ITF Future Tour zog er im Einzel einmal ins Halbfinale ein, während er im Doppel seinen ersten Titel gewann, womit er sich erste Punkte für die Weltrangliste sicherte und sich um Rang 1000 platzierte. Der erste Auftritt auf der ATP Tour erfolgte in Kitzbühel im Doppelfeld. An der Seite seines Landsmannes Filip Misolic startete die Paarung mit einer Wildcard und unterlag zum Auftakt den Italienern Simone Bolelli und Andrea Vavassori.
Im April 2024 gelang Schwärzler erstmals ein Sieg auf der ATP Challenger Tour, als er in der ersten Runde des Challenger 75 in Tallahassee den Italiener Giovanni Fonio in zwei Sätzen besiegte. Nur knapp einen Monat später am 25. Mai 2024 feierte Schwärzler bei den Macedonian Open 2024 in der nordmazedonischen Hauptstadt Skopje mit einem Finalsieg über den Polen Kamil Majchrzak seinen ersten Challenger-Turniersieg und stieß damit erstmals unter die Top 500 der Tennisweltrangliste vor. Im Juni 2024 erreichte er im Juniorenbewerb der French Open das Halbfinale; im Doppelbewerb konnte er gemeinsam mit Nicolai Budkov Kjær seinen ersten Grand-Slam-Sieg erreichen.

## Erfolge
| Legende (Anzahl der Siege)  |
| Grand Slam                  |
| ATP World Tour Finals       |
| ATP World Tour Masters 1000 |
| ATP World Tour 500          |
| ATP World Tour 250          |
| ATP Challenger Tour (1)     |

### Einzel

#### Turniersiege
| Nr. | Datum        | Turnier | Belag | Finalgegner     | Ergebnis |
| --- | ------------ | ------- | ----- | --------------- | -------- |
| 1.  | 25. Mai 2024 | Skopje  | Sand  | Kamil Majchrzak | 6:3, 6:3 |

### Doppel

#### Finalteilnahmen
| Nr. | Datum         | Turnier   | Belag | Partner          | Finalgegner            | Ergebnis          |
| --- | ------------- | --------- | ----- | ---------------- | ---------------------- | ----------------- |
| 1.  | 26. Juli 2025 | Kitzbühel | Sand  | Neil Oberleitner | Petr Nouza Patrik Rikl | 6:1, 6:73, [5:10] |